# Syrrhopodon albidus
Syrrhopodon albidus là một loài rêu trong họ Calymperaceae. Loài này được Thwaites & Mitt. mô tả khoa học đầu tiên năm 1873.